# Lem Sogn (Skive Kommune)
 For alternative betydninger, se Lem Sogn. (Se også artikler, som begynder med Lem Sogn)
Lem Sogn er et sogn i Salling Provsti (Viborg Stift).
I 1800-tallet var Vejby Sogn anneks til Lem Sogn. Begge sogne hørte til Rødding Herred i Viborg Amt. Lem-Vejby sognekommune blev ved kommunalreformen i 1970 indlemmet i Spøttrup Kommune, som ved strukturreformen i 2007 indgik i Skive Kommune.
I Lem Sogn ligger Lem Kirke.
I sognet findes følgende autoriserede stednavne:
- Brodal (bebyggelse)
- Hostrup Strand (bebyggelse)
- Kurup (bebyggelse, ejerlav)
- Langodde (areal)
- Lem (bebyggelse)
- Lem Mark (bebyggelse)
- Nørre Lem (bebyggelse, ejerlav)
- Opperby (bebyggelse, ejerlav)
- Stærdal (bebyggelse)
- Sønder Lem (bebyggelse, ejerlav)
- Vester Lem (bebyggelse, ejerlav)